# Wildner Ödön
Kisújfalusi Wildner Ödön (Kassa, 1874. június 11. – Bucsu, 1944. június 12.) magyar író, szociológus, műfordító, filozófus, közgazdász és székesfővárosi tanácsnok.

## Életpályája
Wildner Károly (1839–1916) és Kovácsy Etelka (1845–1916) fia. Budapesten bölcsészdoktori fokozatot szerzett, majd rövid külföldi tanulmányútra indult. 1898-ban állt a főváros szolgálatába, 1911-ben fővárosi tanácsnokká tették, a közoktatásügyi, illetve szociálpolitikai ügyosztályt irányította, a Fővárosi Könyvtár az ő tanácsnoki vezetése és védelme alatt létezett. A Szabó Ervin köré csoportosulókhoz tartozott, és publikált a Huszadik Században. Szerkesztette – Bárczy Istvánnal közösen – az Új Élet, továbbá a Népművelés című periodikákat, továbbá a főváros közigazgatási évkönyveit és a Fővárosi Almanachot. A Magyarországi Tanácsköztársaságot követően nyugdíjazták, ekkor került a Rózsavölgyi, majd a Révai Testvérek kiadóvállalathoz, ahol mint irodalmi tanácsadó működött. 1926-ban ismét fővárosi tanácsnok lett, egészen 1937-ig. Szociológiai, filozófiai, műfordítói, illetve közgazdasági munkássága volt jelentős. Fordított Swiftet, Dickenst, Emersont, továbbá Goethét és Nietzschét is, és francia alkotóktól is ültetett át magyarra.
A Fiumei úti sírkertben temették el.
Felesége Szathmáry Karolina Erzsébet volt, akivel 1904. július 26-án Budapesten, az Erzsébetvárosban kötött házasságot.

## Főbb művei
- Társadalmi gazdaságtan (Budapest, 1902)
- Nietzsche romantikus korszaka (Budapest, 1907)
- Im-igyen szóla Zarathustra (Budapest, 1908)
- Goethe-breviárium (Budapest, 1922)
- Pest-Buda közigazgatásának története az 1848 – 1865. évi abszolutizmus és provizórium alatt (Budapest, 1937 – 39)
- A főváros közigazgatásának története a kiegyezéstől a Milleneumig (Budapest, 1940)